# بوراوي سعيدانة
بوراوي سعيدانة أديب تونسي ولد في 23 جانفي 1951 بالوردانين (من ولاية المنستير) بالسّاحل الشّرقي التّونسي.، وتوفي يوم 23 فيفري 2009 بمدينة سوسة.

## مسيرته
زاول تعلمه الابتدائي بمدينة سوسة حيث تقيم عائلته وتعلمه الثانوي في مرحله الأولى بالمعهد الإعدادي بها ومنه أحرز دبلوم المؤهّل الإعدادي في الشعبة العامّة (سنة 1969) وتابع الدّراسة في المرحلة الثانية بمدرسة ترشيح المعلمين بسوسة واجتاز امتحان ختم الدروس الترشيحيةّ بها دون حصوله على الشّهادة المذكورة وانقطع عن الدّراسة سنة 1973.
عمل موظّفا بالقمارق بالحدود التونسية الليبية مدّة سنة 1973 ثمّ سافر إلى الجماهيرية العربية الليبية وعمل باستراحة صبراتة بالساحل الشمالي مديرا ماليا بشركة ليبيا للفنادق والسياحة وعاد إلى تونس إثر الحوادث التي جرت بين تونس وليبيا سنة 1975.
وانتدب موظّفا بوزارة العدل وعمل كاتب محكمة بالمحاكم الابتدائية ومحاكم الاستئناف بسوسة وتونس والمنستير وشارك في مناظرات وطنية ونجح فيها وارتقى في الرّتبة إلى أن بلغ درجة متصرّف في كتابة المحكمة الابتدائية بالمنستير.
ساهم منذ شبابه في أنشطة نواد أدبية وجمعيّات ثقافية بسوسة منها (النادي الأدبي بدار الشباب بسوسة) وأرسل نصوصه إلى برنامج «هواة الأدب» بالإذاعة الوطنية وبثّت منها ونشر نصوصا قصصية في مجلة " الفكر" التونسية منذ بداية السبعينات. وأعدّ برنامجا ثقافيا أسبوعيّا في إذاعة المنستير الجهوية إثر تأسيسها عنوانه «شارع الثقافة» وقدّمه مدّة سنة تقريبا. وانتسب إلى هيئة فرع اتحاد الكتاب التونسيين بسوسة بصفته عضوا منذ أواسط التسعينات وساهم في إعداد ندوات عن الرّواية العربية والتّعريف بأعمالها في صحف وطنيّة.. كتب القصة القصيرة والخاطرة الأدبية والشّهادة والمقالة والرّواية ونشر أعماله في صحف ومجلاّت تونسية وعربية منها «الفكر» و«الثقافة» العراقية و«الثقافة العربية الليبية» وجريدة «الصباح» و«الصدى» و«الأنوار» و«الرأي العام» التونسية.

## من مؤلفاته
- أخبار حمدان القرمطي وأتباعه:(مجموعة قصص) سوسة مطبعة بسيس سوسة 1995
- مزالق المهالك:(مفارقات قصصية) دار سحر للنشر سنة 1998
- مرجع الحرية والديمقراطية:
- حفل تأبين ثقافي:(رواية) سنة 2007 ما زالت تحت الطبع

## من أقاصيصه المنشورة متفرقة
- أروقة الفشل؛ مجلة الفكر السنة 19 العدد 3 ديسمبر 1973 (صفحة 60 وما بعدها)
- لا شيء؛ مجلة الفكر السنة 19 العدد 10 أكتوبر 1974 (صفحة 84 وما بعدها)
- مذكرات السيد رجب؛ مجلة الفكر السنة 20 العدد 7 أفريل 1975 (صفحة 117 وما بعدها)
- مهمة؛ جريدة الصدى الأسبوعية السنة 1 العدد 23 في 14/10/1974
- لن أبقى غازا مهملا لأجل أشياء غير مهمة؛ جريدة الأنوار الأسبوعية السنة 1 العدد 23 في 14/10/1974
- أصابك ما أصاب رفيقك؛ جريدة الصباح (صفحة فكر وفن) الخميس في 8/11/1979
- بائع السقائر؛ جريدة الصباح (صفحة فكر وفن) الخميس في 8/11/1980
- الشارع؛ جريدة الصباح (صفحة فكر وفن) الخميس 18/9/1980 وكان عنوان النص الأصلي «كلاب الشارع آتون» أبدل العنوان وحذفت عبارات تمسّ بالأمن والسلطة.
- كلاب الشارع آتون؛ مجلة الثقافة العراقية العددان 11 و12 تشرين الثاني كانون الأول 1980
- أخبار حمدان القرمطي وأتباعه؛ مجلة الثقافة العراقية العددان 8 و9 آب أيلول 1981
- العبور عبر حلقة مفزعة وجريئة؛ مجلة الفكر السنة 27 العدد 8 ماي 1982 (صفحة 79 وما بعدها)

وله أقاصيص أخرى نشرها في «الصباح» منها «لصوصية من نوع آخر» «قطعة خبز قطعة سكر» «ذبابة في دبوزة»

## من مقالاته الأدبية والنقدية
- من مذكرات شاب فوق الركح في 3/4/1972
- حتمية التاريخ؛ جريدة الصباح في 19 نوفمبر 1972
- معيار التراث والحوار الجاد؛ (مقالة فيها آراء المؤلف ومواقفه) مجلة الفكر السنة 22 العدد 5 فيفري 1977 (من صفحة 48 إلى صفحة 52) وكان كتبها سنة 1976.
- الطلائعية كحضارة فكرية مجلة الثقافة الليبية العدد 6 يونيو ـ حزيران 1976 (صفحة 29 وما بعدها
- الشابي جعل منه النقاد أسطورة جريدة الصباح في 22 ماي 1977
- البنية القصصية ومدلولها الاجتماعي في حديث عيسى بن هشام القسم الأول جريدة الصباح جريدة الأدباء السبت في 31 ماي 1980 القسم الثاني الصباح الخميس في 5 جوان 1980 وهي قراءة في كتاب محمد رشيد ثابت الذي عنوانه البنية القصصية في حديث عيس بن هشام للمويلحي.
- كتاب من كل مكان (عن ندوة الرواية العربية في سوسة) جريدة الرأي العام الثلاثاء في 5 مارس 1996
- شمس الرواية العربية تشرق على مدينة سوسة (عن أعمال ندوة الرواية العربية في سوسة) جريدة الصباح الأربعاء في 6/3/1996
- خفايا المستقبل في مجموعة " خفايا الزمان" لبوراوي عجينة" جريدة الصباح الثلاثاء في 13/5/1997 صفحة 11
- حدثنا بوراوي سعيدانة من ورشته قال: (مقالة عن الملتقى الوطني للأدباء العصاميين بسوسة) جريدة الصباح السبت في 25/3/2000 صفحة 10
- مقالة توالد القص في " خفايا الزمان" لبوراوي عجينة" تحليل أقصوصة المسافر والقارورة مجلة قصص العدد 135 جانفي مارس 2006 (صفحة 115 وما يليها)

له شهادات عن كتابته القصصية ألقاها في ملتقيات ثقافية (انظر مقتطفات من إحداها في كتاب محمد البدوي «تراجم المبدعين في ولاية المنستير» (صفحة 193 إلى 198)
ترجمت له قصة «مشادة عنيفة» إلى اللغة الفرنسية ونشرت بكتاب «أنطلوجيا القصة التونسية» وهو كتاب صدر عن اتحاد الكتاب التونسيين سنة 2003 (صفحة 193 إلى صفحة 196) مترجم من قبل فرج الحوار وحافظ الجديدي Anthologie de la nouvelle tunisienne

## ما كتب عن المؤلف
نصر الدين الخليفي " قصة الحالة والإخبار في " أخبار حمدان القرمطي" جريدة " الرأي العام" (الملحق الأدبي) في 29/5/1998 صفحة 22 نشر قسم أول فقط من القسمين.نجاة العدواني " أخبار حمدان القرمطي وأتباعه" لبوراوي سعيدانة إخضاع النص للفكر" جريدة الصحافة التونسية (ورقات ثقافية) الجمعة 29/12/2000نجاة العدواني " مزالق المهالك" لبوراوي سعيدانة نصوص تحاكي الواقع وتمزّق الأقنعة " جريدة الصحافة التونسية (ورقات ثقافية) الجمعة 6/4/2001 محمد البدوي " تراجم المبدعين في ولاية المنستير" سوسة دار المعارف للنشر 2001 (صفحة 192 إلى 199) ترجمة حياته (192) شهادة المؤلف عن الكتابة القصصية (193) وشهادة " مفارقات الكتابة" (194 ـ 198) كان قدمها في ملتقى أدبي في قفصة في 6/6/1999 وقولة لنصر الدين الخليفي عن أدب المؤلف (198 ـ 199)
محاورة مع بوراوي سعيدانة (حاوره الروائي التونسي فرج الحوار) «مفارقة الكتابة والنصّ لدى بوراوي سعيدانة» مجلة «منارة الساحل» نشر اللجنة الثقافية الجهوية بسوسة السنة 1 العدد 2 سنة 2002) صفحة 65 ألى 70) فرج الحوار دراسة «في معنى التجريب عند بوراوي سعيدانة» درس أقصوصتي المؤلف «عدستي أمينة» و3ورشة القص«مجلة منارة الساحل» اللجنة الثقافية الجهوية بسوسة السنة 1 العدد 2 سنة 2002 (صفحة 59 إلى 64)فرج الحوار «هامش الحياة هامش الكتابة» درس أقصوصتي المؤلف «مشادة عنيفة» و«أروقة الفشل» مجلة «المسار» الصادرة عن اتحاد الكتاب التونسيين العدد المزدوج 67/68 جانفي ـ أفريل 2004 (صفحة 142 إلى 150)
بوراوي سعيدانة قصصي ينطلق من زاوية وطنية*تعليق بجريدة القبس الكويتية للمحاضرة التي ألقاها الكاتب أحمد حبيب الخالدي في رابطة الأدباء بالكويت يوم 14/1/2007 تعريفا بكتابات المؤلف.
جريدة القبس الصادرة بتاريخ 14/1/2007 العدد 12075مدحت علام " أحمد الخالدي: النزعة الوطنية سيطرت على كتابات بوراوي سعيدانة القصصية جريدة الرأي الكويتية العدد المؤرخ في 13/1/2007

## وصلات خارجية
- بوراوي سعيدانة على موقع أرشيف الشارخ.
- مسيرة 1 بوراوي سعيدانة

1. ↑  "بوراوى سعيدانة في ذكراه السابعة.. أديب تونس غير الخائف من عواقب الكتابة". اليوم السابع. 23 فبراير 2016. مؤرشف من الأصل في 2024-08-22. اطلع عليه بتاريخ 2024-08-22.
2. ↑  "تونس تحتفى بالكاتب الراحل بوراوى سعيدانة "أديبٌ حطّم أغلال الكلمة"". اليوم السابع. 1 فبراير 2017. مؤرشف من الأصل في 2019-02-05. اطلع عليه بتاريخ 2024-08-22.
3. ↑  "تونس تحتفى بالكاتب الراحل بوراوى سعيدانة". اليوم الثامن. مؤرشف من الأصل في 2024-08-23. اطلع عليه بتاريخ 2024-08-22.
4. ↑  "بوراوي سعيدانة". الأنطولوجيا (بar-AR). 12 Feb 2018. Archived from the original on 2022-06-28. Retrieved 2024-08-22.{{استشهاد ويب}}:  صيانة الاستشهاد: لغة غير مدعومة (link)